# Colombe du Chiriqui
Geotrygon chiriquensis
Espèce
Synonymes
- Geotrygon chiriquensis

Statut de conservation UICN

 LC  : Préoccupation mineure
La Colombe du Chiriqui (Zentrygon chiriquensis) est une espèce d'oiseaux de la famille des Columbidae.

## Répartition
Cet oiseau vit dans la cordillère de Talamanca.

## Habitat
Elle habite les forêts humides tropicales et subtropicales d'altitude.